# چیزهای زیبای کثیف
چیزهای زیبای کثیف (به انگلیسی: Dirty Pretty Things) فیلم درامی بریتانیایی است که در سال ۲۰۰۲ به کارگردانی استیون فریرز ساخته شد. این فیلم موفق شد در رشتهٔ بهترین فیلم‌نامهٔ غیراقتباسی نامزد جایزه اسکار شود.
در چیزهای زیبای کثیف، زندگی دو مهاجر غیرقانونی در لندن روایت می‌شود.